# Colleen Moore
Colleen Moore (Port Huron, 19 de agosto de 1899 - El Paso de Robles, 25 de janeiro de 1988) foi uma atriz estadunidense. Ela apareceu em mais de 50 filmes, e foi uma das estrelas mais bem pagas da era do cinema mudo. Seus filmes incluem Little Orphant Annie (1918), Flaming Youth (1923), The Perfect Flapper (1924) e O Queridinho das Titias (1939).

## Vida pessoal
Moore foi casado quatro vezes. Seu primeiro casamento foi com John McCormick. Eles se casaram em 1923 e se divorciaram em 1930. Em 1932, Moore se casou com o corretor da bolsa Albert P. Scott. A união terminou em divórcio em 1934. O terceiro casamento de Moore foi com Homer Hargrave, com quem ela se casou em 1936; eles permaneceram casados até a morte de Hargrave em 1965. Em 1982, Moore se casou com seu último marido, o construtor Paul Magenot. Eles ficaram casados até a morte de Moore em 1988. 

## Morte e legado
Em 25 de janeiro de 1988, Moore morreu de câncer em El Paso de Robles, Califórnia, aos 88 anos. Por sua contribuição para a indústria cinematográfica, ela tem uma estrela na Calçada da Fama de Hollywood no número 1551 da Vine Street.